# Bachureń (góry)
Bachureń (515.29*; słow. Bachureň) – fliszowe pasmo górskie we wschodniej Słowacji. Część Łańcucha Rudaw Słowackich w Wewnętrznych Karpatach Zachodnich.
Bachureń stanowi niewielkie i zwarte w kształcie pasmo górskie, stanowiące wschodnie przedłużenie Rudaw Słowackich. Pasmo jest wybitne, rozczłonkowane, ze stromymi stokami i głębokimi dolinami. Na zachodzie uskok tektoniczny, dziś dolina Sławkowskiego Potoku, dzieli je od Gór Lewockich, na północy pasmo opada w dolinę Torysy, dzielącą je od Gór Czerchowskich, na wschodzie opada w Kotlinę Koszycką, na południu łączy się z krystalicznym pasmem Braniska.
Centralną część pasma tworzą grube ławice piaskowców, obrzeża są zbudowane z miękkiego fliszu. Najwyższe szczyty znajdują się w centralnej części. Północna część pasma jest zajęta pod uprawy rolne, centralną i południową pokrywają lasy. Stoki narciarskie Buče pod przełęczą Buče na południe od wsi Renčišov i Dubovické žliabky na południe od wsi Dubovica
Najwyższe szczyty Bachurenia:
- Mindžová – 920 m
- Bachureń – 1081 m
- Magura – 1064 m
- Buče – 1005 m
- Žliabky – 1028 m
- Javor – 931 m
- Dlhé diely – 823 m
- Stavenec – 808 m
- Marduňa – 873 m
- Kamenná – 810 m
- Kohút – 711 m
- Kanaše – 619 m
- Končistá hora – 740 m
- Hora – 647 m
- Brezina – 819 m
- Adamova hora – 940 m
- Homôľka – 800 m
- Zadné Bandovce – 802 m
- Predné Bandovce – 753 m
- Buková – 709 m.